# Gabriel Deperet
Gabriel Deperet est un homme français, né et mort à Limoges (Haute-Vienne), à des dates inconnues.
Médecin, il est élu député de la Haute-Vienne de 1791 à 1792. Il est ensuite juge de paix à Limoges.

## Sources
- « Gabriel Deperet », dans Adolphe Robert et Gaston Cougny, Dictionnaire des parlementaires français, Edgar Bourloton, 1889-1891 [détail de l’édition]